# King's Quest
King's Quest é uma série de jogos de aventura para computador criada por Roberta Williams. Produzido pela Sierra On-Line, a série alcançou um enorme sucesso nos anos oitenta. Foram produzidos, ao todo, oito jogos e uma atualização oficial.

## Jogos

### King's Quest
O primeiro jogo da série, intitulado sómente como King's Quest, foi lançado em 1984. Contava a história de Sir Graham , um cavaleiro a serviço do rei Edward. A pedido de seu rei, Graham se aventura pelo reino de Daventry em busca de três tesouros: uma arca cheia de ouro, um espelho mágico e um escudo mágico. caso consiga reaver todos eles, será proclamado o novo rei.
Este jogo tinha como principais características técnicas ser o primeiro jogo a utilizar o monitor EGA de 16 cores, além de se utilizar de um comando baseado em textos escritos para realizar as ações do personagem - por exemplo, para abrir uma porta era necessário digitar OPEN DOOR. Para falar com outros personagens no cenário era preciso digitar TALK HIM, e assim por diante.
Em 1990, este primeiro jogo ganhou uma atualização intitulada King's Quest: *The Quest for the Crown, e recebeu uma sensível atualização na qualidade do som e gráficos. E em 2001 um grupo de fãs do estúdio AGD Interactive fez uma nova atualização deste jogo.

### King's Quest II: Romancing the Throne
O segundo título a ser lançado foi King's Quest II: Romancing the Throne. Lançado em 1985, prosseguia com a história de Graham, agora rei de Daventry. Este está em busca de uma noiva, e acaba, sem querer, descobrindo sua amada numa misteriosa visão no espelho mágico. Uma garota de nome Valanice está presa numa torre misteriosa, e Graham decide ir salvá-la.
Em termos tecnológicos, este segundo jogo era idêntico ao primeiro. E em 2003, o mesmo grupo AGD fez uma atualização para este jogo.

### King's Quest III: To Heir is Human
No ano de 1986, a seqüencia da série foi lançada, King's Quest III: To Heir is Human. Inicialmente o jogo desagradou um pouco os fãs, pois ao invés de trazer no papel principal o rei Graham, agora trazia um jovem desconhecido chamado Gwydion. O rapaz era o serviçal de um feiticeiro chamado Mananan. Sua vida se resumia a limpar e cozinhar para o mago. Sem ter uma única lembrança de quem eram os seus pais, um dia o rapaz decide tentar fugir daquela vida, ao mesmo tempo em que tenta buscar sua origem. Somente a partir daí é que descobrimos que o rapaz na verdade é Alexander, o filho do rei Graham, que foi raptado quando bebê.
A única novidade tecnológica deste jogo foi o a inclusão de um relógio . Somente em determinados horários era que o jogador podia realizar certas ações para dar prosseguimento à história do jogo. Este é considerado por muitos fãs como o mais difícil jogo da série.

### King's Quest IV: The Perils of Rosella
A seqüência veio logo, em 1988. King's Quest IV: The Perils of Rosella trazia agora a filha do rei como protagonista. Na história, o rei Graham sofre de uma grave doença e somente uma fruta mágica pode salvá-lo. A princesa Rosella decide ir em busca desta fruta mágica no misterioso reino de Tamir.
Desta vez, a qualidade gráfica havia melhorado bastante. Embora o sistema de ãções do personagem continuassem o mesmo (baseado em frases de texto) agora era possível mover o personagem pelo cenário com o auxílio do mouse. A inclusão de uma personagem feminina no enredo também ajudou a atrair meninas para o mundo dos games - que nesta época era quase exclusivamente masculino.

### King's Quest V: Absence Makes the Heart Go Yonder
Porém, a grande revolução veio somente em 1990. King's Quest V: Absence Makes the Heart Go Yonder agora trazia de volta o personagem Graham, já mais velho. Diante do misterioso sumiço de seu castelo com toda a sua família dentro, o rei busca a identidade do seqüestrador e o motivo dele ter cometido aquele ato. isso o levará até a bela terra de Serenia em busca de sua família.
A primeira grande novidade era o fato do jogo ser distribuido em CD. Até aquele momento, nenhum tipo de jogo, de nenhum console, era distribuído em CD. King's Quest V foi o pioneiro. Além disso o sistema de jogo finalmente não era mais baseado em texto. Com uma interface conhecido como "apontar e clicar", a jogabilidade agora era bem mais simples e dinâmica. Os gráficos estavam muito melhores - utilizando cenários pintados para compor belas cenas. Foram adicionadas vozes aos personagens, que agora falavam e conversavam livremente. No primeiro ano, o jogo bateu todos os recordes de vendas de jogos para computador. King's quest V foi considerado o mais cinematografico jogo de sua época, seja em consoles ou em computadores.

### King's Quest VI: Heir Today, Gone Tomorrow
O sexto jogo chegou às lojas em 1992. King's Quest VI: Heir Today, Gone Tomorrow é considerado por pelo menos um terço dos fãs como o melhor jogo da série. Em seu enredo, novamente o principe Alexander volta a ser o personagem principal. Enamorado de uma garora chamada Cassima, ele vai em sua busca para pedi-la em casamento. Mas quando chega no reino onde ela mora, as Ilhas Verdes, descobre que certas coisas andam meio erradas.
Além de prosseguir com os belos gráficos do seu antecessor - com uma sensível melhora - King's Quest VI trazia seqüências em 3D, com direito à visões de "câmera flutuante" e captura de movimentos de atores reais. Mais uma vez, um belo pioneirismo. Foi a partir deste título que todos os jogos de aventura adotaram um padrão mínimo de qualidade que agora separava os bons jogos dos ruins.

### King's Quest VII: The Princeless Bride
Em 1994, quando a série completou dez anos, o sétimo título foi lançado. King's Quest VII: The Princeless Bride trazia agora duas protagonistas. A princesa Rosella e a rainha Valanice. A história começa quando ambas estão no jardim do palácio discutindo sobre a necessidade da princesa se casar para dar prosseguimento à família real - já que o príncipe Alexander não estava mais no reino de Daventry desde o jogo anterior. No meio da conversa, uma misteriosa criatura aparece no jardim e mergulha numa fonte. Rosella admira a criatura junto à agua e resolve pular no lago. A mãe, desesperada, salta atrás em busca de salvar a princesa. Elas são transportadas para o reino de Eldritch, mas para locais diferentes, dando início a uma nova aventura em que a rainha vai em busca da filha. 
Este jogo trazia agora gráficos bem semelhantes aos desenhos animados dos estúdios Disney. De fato, jogar King's Quest VII era uma experiência semehante a assistir a um desenho. Muitos fãs gostaram da inovação, mas outros não. Seja como for, também se tornou um título de sucesso em seu lançamento.

### King's Quest VIII: Mask of Eternity
Em 1998 o último jogo oficial da série foi lançado. King's Quest VIII: Mask of Eternity agora trazia um protagonista que não fazia parte da família real, o jovem guerreiro Connor. Após uma misteriosa tempestade, o reino de Daventry é coberto pelas trevas e todas as pessoas viram pedras, exceto Connor, que na ocasião estava segurando um misterioso objeto dourado. Este objeto era um pedaço da Máscara da eternidade, que cabe a ele juntar seus pedaços para devolver o reino ao seu estado original.
A grande maioria dos fãs desconsidera este jogo como pertencente à série King's Quest. Os gráficos 3D empregados no jogo já estavam obsoletos em sua época. O personagem era obrigado a lutar, algo que não era preciso nos jogos anteriores. De fato, King's Quest VIII foi um fracasso em vendas e acabou sepultando a série. A produtora Sierra não deu mais continuidade à saga.